# Austin Peck
Austin Peck, właściwie Jeffrey Austin Peck (ur. 9 kwietnia 1971 w Honolulu) – amerykański aktor telewizyjny i model.

## Życiorys
Przyszedł na świat na Hawajach jako młodsze dziecko. Jego rodzina kilka razy zmieniała miejsce zamieszkania ze względu na charakter pracy ojca w Marynarce Wojennej; w 1975 roku przeprowadziła się do San Francisco, w stanie Kalifornia, a kiedy Austin miał dziewięć lat rodzina osiedliła się w Los Angeles. Uczęszczał do Santa Monica High School, gdzie w latach 1986–1987 grał w piłkę nożną jako wspomagający w drużynie.
Mając szesnaście lat został odkryty przez agenta centrum handlowego Westwood Village w Westwood (dzielnica Los Angeles) i wziął udział w reklamie telewizyjnej Kellogg’s Pop Tarts. Wkrótce potem podpisał kontrakt z Niną Blachard i rozpoczął karierę jako międzynarodowy model na wybiegu w Nowym Jorku, Paryżu, Mediolanie, Rzymie, Maroko i Wyspach Dziewiczych. Jego zdjęcia pojawiły się na łamach magazynów takich jak GQ, Vogue Hommes, Luomo Vogue, British Vogue i Esquire. Następnie uczył się aktorstwa w Stella Adler Conservatory pod kierunkiem Miltona Stevensa, New Actors Workshop z Sherry Lansing i Terry Somner, studio Three of Us z Richardem Southernem oraz z Joan Darling i Richardem Claymanem.
W 1996 roku zadebiutował w sztuce – komedii o baseballu Steve’a Klugera Bullpen jako The Kid na scenie Tamarind Theater w Los Angeles. Związany był także z Teatrem 40 w Beverly Hills występując w spektaklach Niebieska cisza (Blue Silence) i Śmierć japońskich poetów (Japanese Death Poem). Odkrył także swoje zamiłowanie do boksu, jazdy na rolkach oraz jako rykownik i karykaturzysta. Międzynarodową sławę zawdzięcza roli boksera Austina Reeda w operze mydlanej NBC Dni naszego życia (Days of Our Lives, 1996–2007). Pojawił się na okładce Playgirl (1997, 2002) i magazynie dla nastolatek YM (Young Miss).
W dniu 16 kwietnia 2000 roku poślubił Tarę Crespo. Rozwiedli się w 2009 roku. Mają dwóch synów: A.J. (ur. 11 lipca 2002) i Romana (ur. w lutym 2005). W 2011 roku Austin wziął ślub z Terri Conn. Mają córkę Keirę Grace.

## Filmografia

### Filmy kinowe/wideo
- 2008: Niebieski ząb dziewiczy (The Blue Tooth Virgin) jako Sam
- 2006: Randka grających ludzi gra (Dating Games People Play) jako Nick Jenkins
- 2004: Złamany świt (Breaking Dawn) jako dr Scott

### Filmy TV
- 2005: Tajemnicza kobieta: Śmiertelna melodia (Mystery Woman: Sing Me a Murder) jako Harmony

### Seriale TV
- 2011–2012: Tylko jedno życie (One Life to Live) jako Rick Powers
- 2007–2009: As the World Turns jako Brad Snyder
- 2006: CSI: Kryminalne zagadki Nowego Jorku (CSI: NY) jako Daniel Gecko
- 2003: Czarodziejki (Charmed) jako Ryder
- 2003: Dystrykt (The District) jako Fantastyczny Dexter
- 2002: Sabrina, nastoletnia czarownica (Sabrina, the Teenage Witch) jako Victor
- 1995–2002, 2005–2006: Dni naszego życia (Days of Our Lives) jako Austin Reed

### Filmy krótkometrażowe
- 2005: Aimée Price jako Aidan McAllister
- 2004: Zemsta (Revenge) jako Davis White
- 2002: Jesteś seryjnym mordercą (Are You a Serial Killer) jako Patrick